# Armistead
Armistead – obszar niemunicypalny w Kern County, w Kalifornii (Stany Zjednoczone), na wysokości 935 m. Znajduje się 14 km na wschód od Inyokern.